# جامع النساء
جامع النساء هو مسجد يقع داخل المسجد الأقصى المبارك، يمتد بمحاذاة حائطه الجنوبي بدءًا من الجدار الغربي للجامع القبلي، حتى الحائط الغربي للمسجد، فهو يمثل أقصى الجزء الجنوبي الغربي من المسجد الأقصى. وهو بناء كبير واسع ومرتفع على مستوى الجامع القبلي. يقوم مبناه على عشرة عقود من الغرب إلى الشرق، وعرضها عقدان باتجاه الشمال.

## التاريخ
أزال السلطان صلاح الدين الأيوبي، ما كان الصليبيون قد أقاموه خلال احتلالهم القدس، ومن ذلك مكان الطعام لفرسان الهيكل (الداوية)، وقد حوله صلاح الدين الأيوبي إلى مسجد عرف فيما بعد بجامع النساء، يذكر المؤرخون أنه كان لفرسان المعبد بعض الأبنية استخدموها كحمام ومخزن للحبوب وقد قام صلاح الدين الأيوبي بتطهير المكان وفرشه بالسجاد وقام بتحويله إلى مصلى للنساء.

## الأقسام
- القسم الغربي: وهو عبارة عن ملحق وامتداد للمتحف الإسلامي.
- الوسط: وتوجد فيه مكتبة الأقصى الرئيسية.
- القسم الشرقي: ملاصق للجامع القبلي وملحق به، كما يستعمل اليوم كمستودع.